# Louky u Černého lesa
Louky u Černého lesa je přírodní památka poblíž obce Vysoké v okrese Žďár nad Sázavou v nadmořské výšce 570–570 metrů. Oblast spravuje AOPK ČR, RP Správa CHKO Žďárské vrchy. Důvodem ochrany je přírodovědecky cenné území s výskytem chráněných a ohrožených druhů rostlin a živočichů a ochrana významného skalního útvaru.